# هاري وارد
هاري وارد (8 ديسمبر 1924 في أستراليا - 2 ديسمبر 1993) (بالإنجليزية: Harry Ward)‏ هو لاعب كريكت أسترالي. لعب مع فريق تسمانيا للكريكت.

## وصلات خارجية
- هاري وارد على موقع إي آس بي آن كريك إنفو (الإنجليزية)